# Clubionidae
Clubionidae hay nhện túi là một họ nhện, là một họ có lịch sử phân loài rắc rối. Đầu tiền nhiều họ khác nhau được xếp chung thành một họ lớn. Nay đã tách thành nhiều họ khác nhau."

## Chi
Các chi theo The World Spider Catalog 12.0:
- Anaclubiona Ono, 2010
- Arabellata Baert, Versteirt & Jocqué, 2010
- Carteroniella Strand, 1907
- Carteronius Simon, 1897
- Clubiona Latreille, 1804
- Clubionina Berland, 1947
- Dorymetaecus Rainbow, 1920
- Elaver O. Pickard-Cambridge, 1898
- Invexillata Versteirt, Baert & Jocqué, 2010
- Malamatidia Deeleman-Reinhold, 2001
- Matidia Thorell, 1878
- Nusatidia Deeleman-Reinhold, 2001
- Pristidia Deeleman-Reinhold, 2001
- Pteroneta Deeleman-Reinhold, 2001
- Scopalio Deeleman-Reinhold, 2001
- Simalio Simon, 1897
- Tixcocoba Gertsch, 1977
- †Chiapasona Petrunkevitch, 1963
- †Desultor Petrunkevitch, 1942
- †Eobumbatrix Petrunkevitch, 1922
- †Eodoter Petrunkevitch, 1958
- †Eostentatrix Petrunkevitch, 1922
- †Eoversatrix Petrunkevitch, 1922
- †Machilla Petrunkevitch, 1958
- †Massula Petrunkevitch, 1942
- †Prosocer Petrunkevitch, 1963

## Hình ảnh

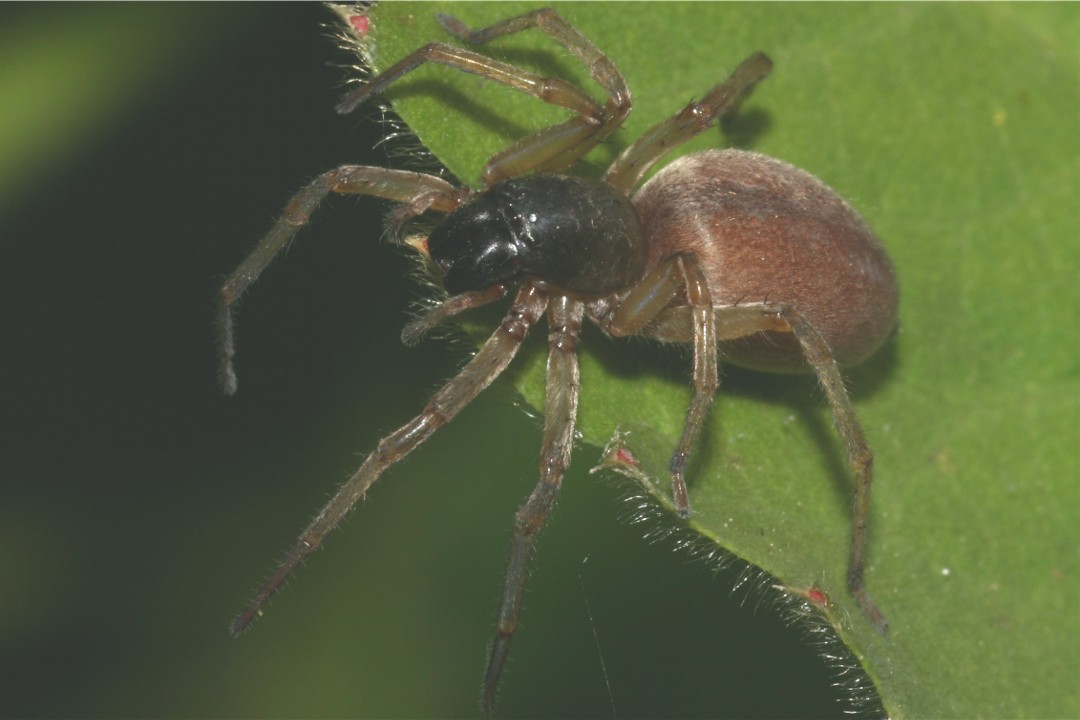
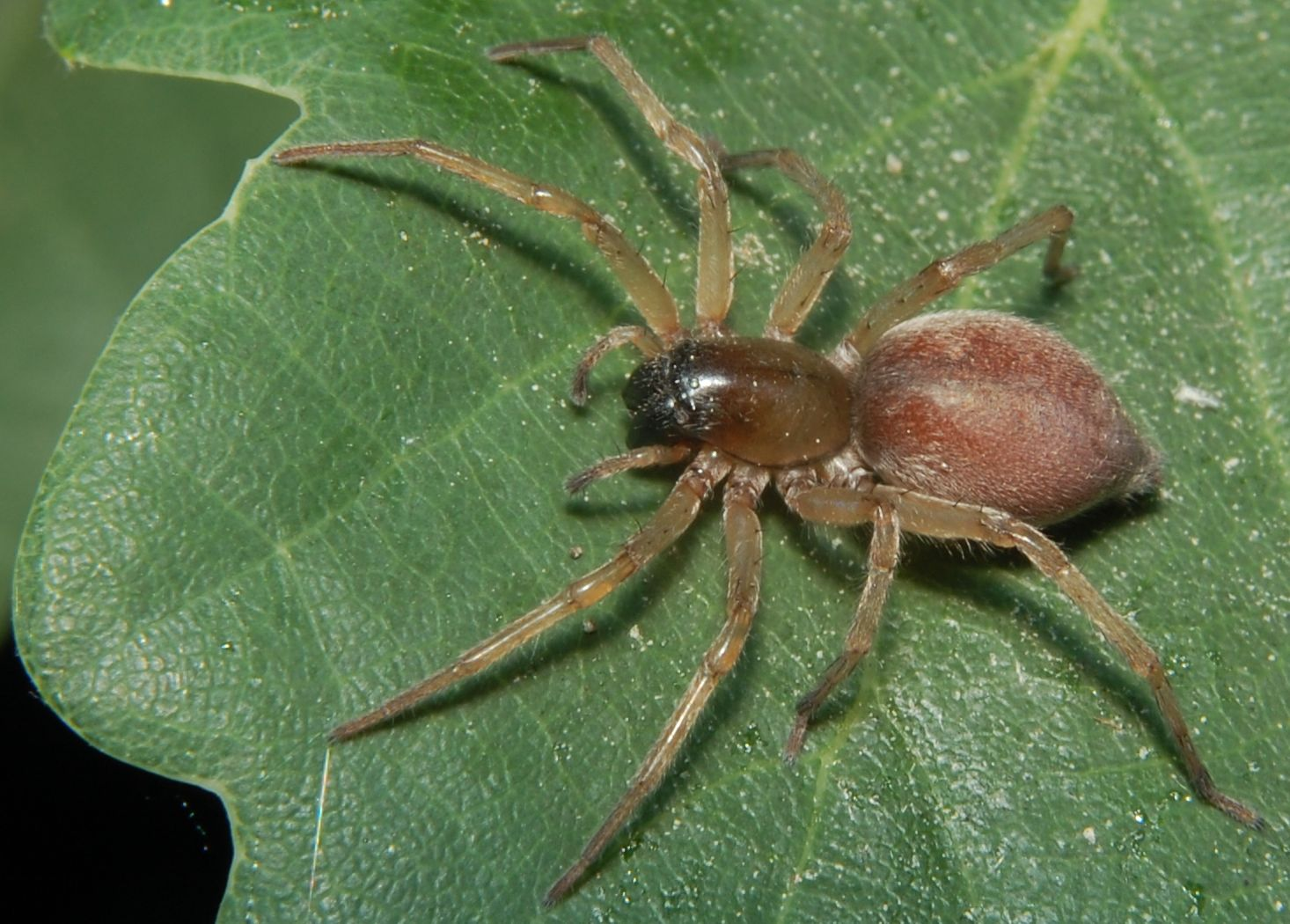
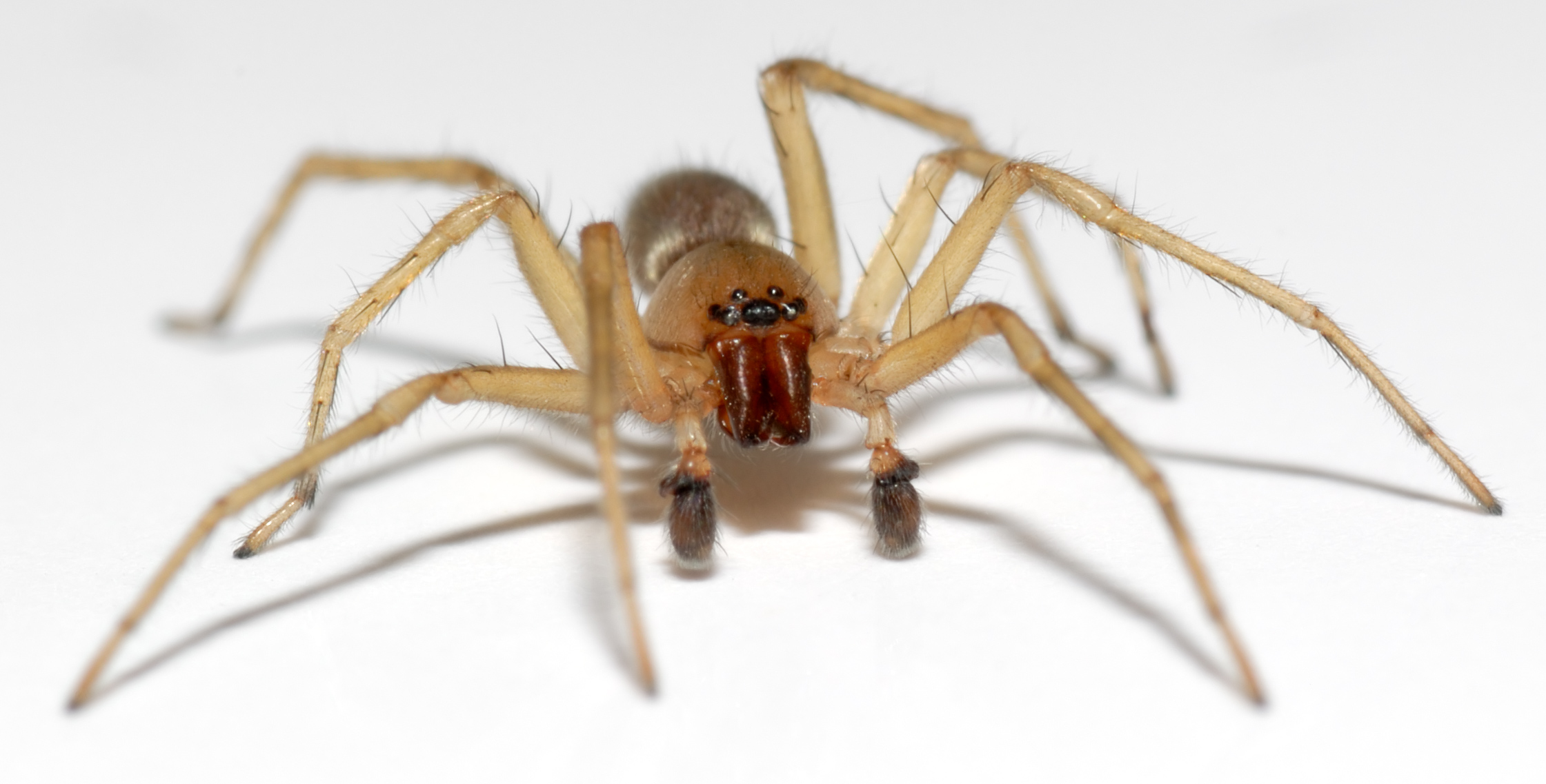
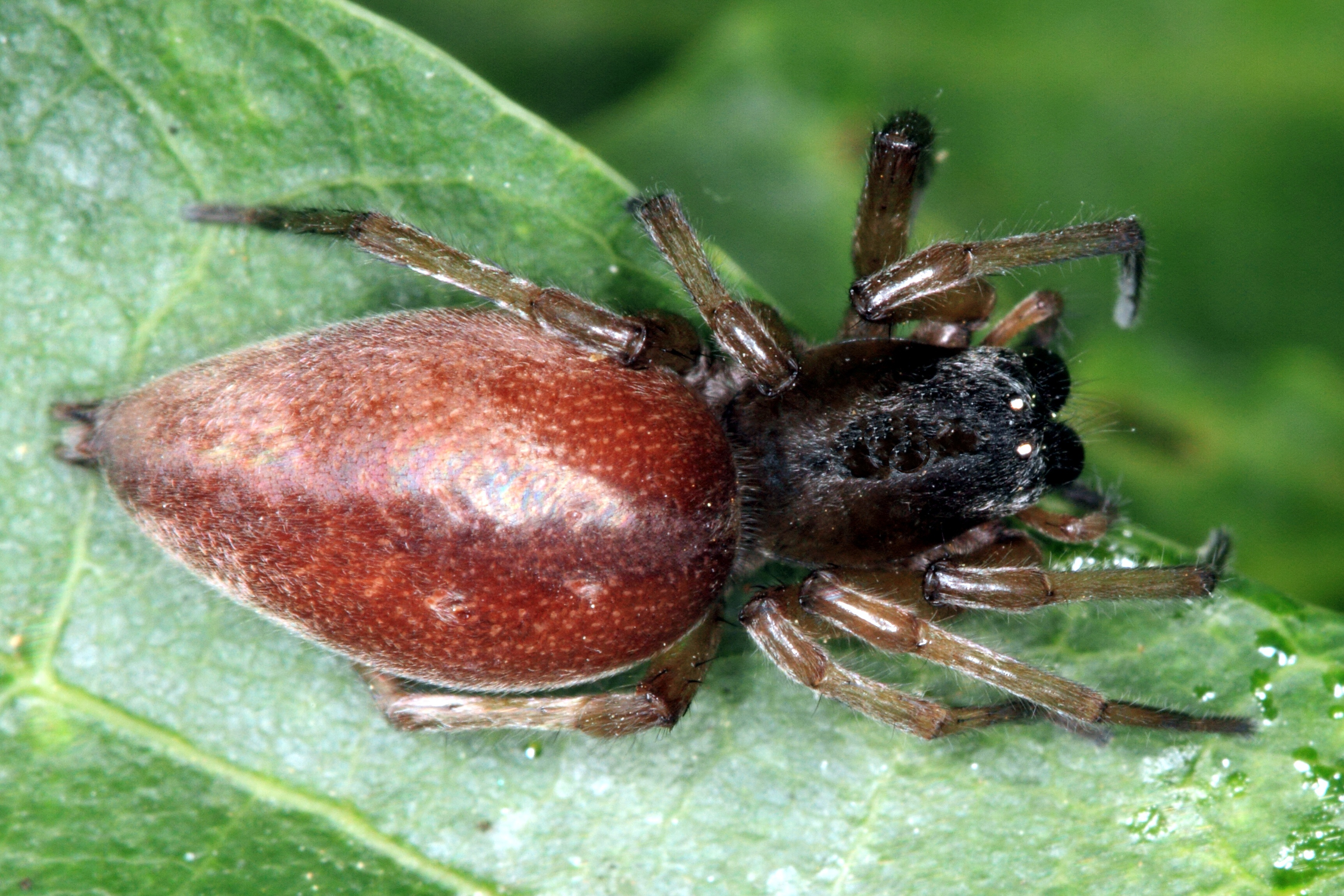